# Chico, Texas
Chico är en ort i Wise County i delstaten Texas, USA.